# Nemacheilus dori
Nemacheilus dori là một loài cá vây tia thuộc họ Nemacheilidae (trước đây là phân họ Nemacheilinae trong họ Balitoridae). Loài này chỉ có ở Israel.
Môi trường sống tự nhiên của chúng là sông ngòi. Chúng hiện đang bị đe dọa vì mất môi trường sống.